# Асен Даскалов
Асен Петров Даскалов е български революционер, войвода на Вътрешната македонска революционна организация.

## Биография
Асен Даскалов е роден на 19 февруари 1899 година в Радомир. Завършва основно образование в Радомир, после в 1919 година Педагогическото училище в Кюстендил, като по това време е привърженик на анархизма. През 1920 година става студент по право в Софийския университет „Свети Климент Охридски“. Заедно с Иван Михайлов, колегата си юрист Кирил Дрангов, поета Любомир Весов и Илия Кушев Даскалов е сред основателите на студентското дружество „Вардар“. През пролетта на 1921 година Асен Даскалов напуска университета и се отдава изцяло на революционна дейност. Става четник в четата на Димитър Джузданов, а по-късно и в четата на малешевския войвода Борис Тиков. Даскалов показва сподобности на добър стрелец и получава индивидуални задачи - хвърля бомба срещу колата на земеделския министър Райко Даскалов край Парламента и граната в правителствената ложа в Народния театър, където на представление са Стамболийски и част от министрите му. И при двата атентата няма жертви, като остават съмнения, че Асен Даскалов умишлено не изпълнява смъртните присъди. След атентатите Асен Даскалов е изпратен с чета в Македония, където той известно време е войвода.
Асен Даскалов взема дейно участие в акцията на ВМРО в Горна Джумая на 12 септември 1924 година, когато са наказани виновниците за убийството на Тодор Александров.
Асен Даскалов е убит на 10 август 1925 година на гара Батановци по заповед на Иван Михайлов. За неговите качества Михайлов в своите спомени пише следното:
| „ | Даскалов бе майстор стрелец. А бе готов да се хвърли в най-рисковани предприятия. Склонен бе към авантюри. За моментни, бързи акции той бе истински тигър. | “ |